# Snitch (canção)
"Snitch" (em português:  Dedo-Duro) é o primeiro single de Obie Trice para seu segundo álbum de estúdio, Second Round's on Me. Foi composta por Obie Trice e Akon, o qual também é o produtor e tem participação especial na canção.

## Versões
CD (featuring Akon)
1. "Snitch" (Clean)
2. "Snitch" (Instrumental)

Vinil (featuring Akon)
1. "Snitch" (Clean)
2. "Snitch" (Instrumental)
3. "Snitch" (À capela)
4. "Snitch" (Flemo Park)

## Curiosidade
O som fez parte da trilha sonora do vigésimo episódio da sexta temporada de CSI: Crime Scene Investigation.